# Фестивал средине јесени
Фестивал средине јесени или фестивал жетве је празник који се прославља у Кини, Вијетнаму и другим источноазијским земљама. Фестивал се одржава 15. дана, 8. месеца лунарног календара, за време пуног месеца. Овај датум по грегоријанском календару пада између касног септембра и раног октобра.
Месечеви колачи, пециво најчешће испуњено пастом од азуки пасуља или лотосовог семена, се по традицији једу за време овог празника.

## Алтернативна имена
Фестивал средине јесени је познат и по другим називима. као што су:
- Фестивал месеца или фестивал месеца-жетве, због тога што се прославља за време пуног месеца, и зато што је повезан са традицијама обожаванја месеца и посматрања месеца.
- Фестивал фењера, назив који се понекад користи у Сингапуру, Малезији и Индонезији, који није исто што и кинески Фестивал фењера који се прославља 15. дана, првог месеца лунарног календара
- Фестивал окупљања, у прошлости, у овом периоду жена се враћала у кућу својих родитеља, да са њима прослави празник након чега се враћала кући и прослављала са родитељима свога мужа[7]
- Фестивал деце, овај назив се користи у Вијетнаму зато што је у тој држави овај празник посвећен деци[8]

## Значења фестивала
Фестивал има три главна концепта који су уско повезани:
- Окупљање породице и пријатеља или окупљање ради заједничке жетве. Каже се да је месец најокруглији и најсветлији на овај дан, он представља симбол за породицу. То је разлог зашто се овај празник сматра важним.
- Захвалност за жетву и хармонију унутар породице и других заједница
- Молитве за децу, супружника, лепоту, истрајност и добру будућност[9]

## Порекло и развој
Кинези прослављају жетву за време јесењег пуног месеца од династије Шанг (1600 – 1046. п.н.е). Морис Берковиц, који је проучавао историју Хака народа 1960-их година, је развио теорију да је прослава жетве настала од обожавања божанстава планине  након жавршетка жетве. Народ Јуе, је у овом периоду прослављао змаја који доноси кишу за усеве. Прослава у виду фестивала се јавила тек када је популарност празника порасла за време династије Танг (618. – 907. н.е). Назив ,, Фестивал средине јесени" се први пут јавља за време династије Западни Џоу (1046 – 771. п.н.е).
Царица Циси (касни 19. век) је толико волела Фестивал средине јесени да је у периоду од 13. до 17. дана осмог месеца изводила разне компиковане ритуале.

## Модерна прослава
Фестивал је време за уживање успешне жетве пиринча и пшенице приношењем дарова у виду хране у част месецу. Данас, то је још увек време када се уз храну окупљају породице и пријатељи да посматрају пун месец, симбол хармоније и заједништва.
Фестивал се прославља уз многе културне или регионалне обичаје, између осталог :
- паљење тамјана у част богиње Чанге божансвима
- плесови змајева и лавова, најчешћи у јужној Кини[1] и Вијетнаму

### Фењери
Важан део прославе овог празника је ношење фењера, украшвање фењерима и пуштање летећих фењера. Још једна традиција је писање загонтки на њима да би људи покушали да погоде одговор. Тешко је одредити оригиналну везу између фестивала и ових фењера, али они сигурно нису коришћени за време обозавања месеца пре династије Танг. Раније су представљале само украс или играчку а данас су симбол овог фестивала.

### Месечеви колачи
Прављење и поклањање месечевих колача је главна асоцијација за овај фестивал. У кинеској култури круг симболише целовитост и заједништво. Зато се месечеви колачи праве и деле са породицом и пријатељима.

### Парови и удварање
Јесењи пун месец је традиционало време за прославу бракова. Такође, девојке су се молиле богињи Чанге да им оствари љубавне жеље.
У неким деловима Кине одржавају се плесови на којима жене и мушкарци траже потенцијалне партнере.

## Сличне традиције у другим деловима Азије

### Јапан
Цукими или посматрање месеца се такође одржава у овом периоду у Јапану. За време празника људи одлазе на пикнике и пију саке испод пуног месеца да прославе жетву.

### Кореја
Ћусок или „ Вече јесени” је велики фестивал жетве и тродневни празник у Кореји. Такође се слави 15. дана, осмог месеца по лунарном календару. У том периоду корејци посећују домовину својих предака и имају гозбу коју чини традиционална коресјка храна.

## Датуми
Фестивал средине јесени се одржава 15. дана, осмог месеца по лунарном календару. Тај датум пада између 8. септембра и 7. октобра грегоријанског календара. 2018. је био 24. септембра.
Будући датуми фестивала:
- 2019: 3. септембар (петак)
- 2020: 1. октобар (четвртак)
- 2021: 21. септембар (уторак)
- 2022: 10. септембар (субота)
- 2023: 29. септембар (петак) [15]